# Anisothecium ferrugineum
Anisothecium ferrugineum là một loài rêu trong họ Dicranaceae. Loài này được Wilson Mitt. mô tả khoa học đầu tiên năm 1882.